# Hélium solide
L’hélium solide est obtenu sous une pression minimale de 25 bars environ.
L’hélium est le seul élément dont le liquide puisse exister aussi près du zéro absolu qu'il est possible de le porter. 

Il n'y a pas de point triple solide-liquide-gaz pour l'hélium, comme c'est indiqué dans le diagramme de phase ci-contre. 

Le point λ est un point triple hélium I-hélium II-gaz de l'hélium.

Diagramme de phase de l'hélium à basse température et à basse pression.

## Pas d'hélium solide à basse pression
Le phénomène qui rend la phase solide de l'hélium « instable » (à basse pression) est l'énergie de point zéro.
En effet, selon la conception de la mécanique classique les atomes tendent à cesser leurs mouvements aux approches du zéro absolu, jusqu’à s'y stopper en suivant cette tangente. 

Mais la mécanique quantique stipule qu'un corps massif quelconque (comme un atome ou une molécule) ne peut avoir une vitesse et une position parfaitement définissables à un instant donné.
Dans une population (atomique ou moléculaire) donnée, les éléments de cette population auront une indétermination sur leur vitesse (pour une vitesse moyenne donnée, donc à une température donnée). Cette indétermination est fondamentale et ne disparaît pas aux approches du zéro absolu. Chaque atome se présente à ses voisins avec une position plus ou moins indéterminée, d'une façon qui ne dépend pas de la température (température = énergie cinétique moyenne).
Pour les autres éléments que l'hélium, l'effet des liaisons entre atomes et molécules masque ceux de cette indétermination. 

Par contre dans l'hélium, qui est l'élément le plus inerte ses atomes interagissant le moins, cette indétermination présente à l'échelle atomique peut donner des effets macroscopiques. Les différentes phases de l'hélium liquide sont elles-mêmes des liquides quantiques, même l'hélium de type I non superfluide.
La superfluidité est due à un condensat de Bose-Einstein entre les atomes d'hélium. 

Et cette « instabilité » de l'hélium solide à basse pression est due au mouvement quantique résiduel des atomes de l'hélium, dont les faibles liaisons ne retiennent pas assez les atomes pour qu'apparaisse un solide à notre échelle. On a affaire à une sorte de solide déliquescent qui reste en fait liquide, et même superfluide : l'hélium II.
L'augmentation de la pression resserre les atomes d'hélium, et bien que ne diminuant pas leur indétermination de position/vitesse, permet une plus forte interaction entre eux, formant le solide, ceci à partir de 25 bars environ.

## Supersolidité
En 2004, il aurait été découvert un nouveau phénomène physique : la supersolidité,.
Elle s'observerait sur l'hélium solide, ce serait une nouvelle condensation de Bose-Einstein, celle des défauts du cristal du solide.
Les défauts du solide se lieraient dans une condensation comme les atomes d'hélium dans la superfluidité ou comme les paires de charges dans la supraconductivité. Ils deviendraient indépendants du solide bien qu'ils soient dans le même espace.
L'expérience est menée sur un récipient contenant de l'hélium solide sous pression, vers −272,95 °C, solidaire d'un axe de rotation. En tournant cet axe, avec un mouvement alternatif, il a été observé une chute du moment d'inertie de quelques pourcents. Comme si une partie du solide disparaissait, ou se désolidarisait du bloc.
- Selon une interprétation, cet effet de passe-muraille serait dû à une sorte de taquin atomique : les atomes d'hélium du solide sauteraient en quelque sorte les défauts lorsque la condensation est réalisée.

- Selon une autre interprétation, cet effet serait dû à une sorte d'artéfact : l'hélium solide resterait déliquescent, il resterait des films d'hélium liquide superfluide dans le solide. Lors des variations de mouvement, la partie superfluide ne suivrait pas complètement ceux du solide. Il faut ici considérer que l'hélium II superfluide peut emprunter des capillaires nanométriques qui seraient impraticables à l'hélium gazeux.